# Damallsvenskan de 2015

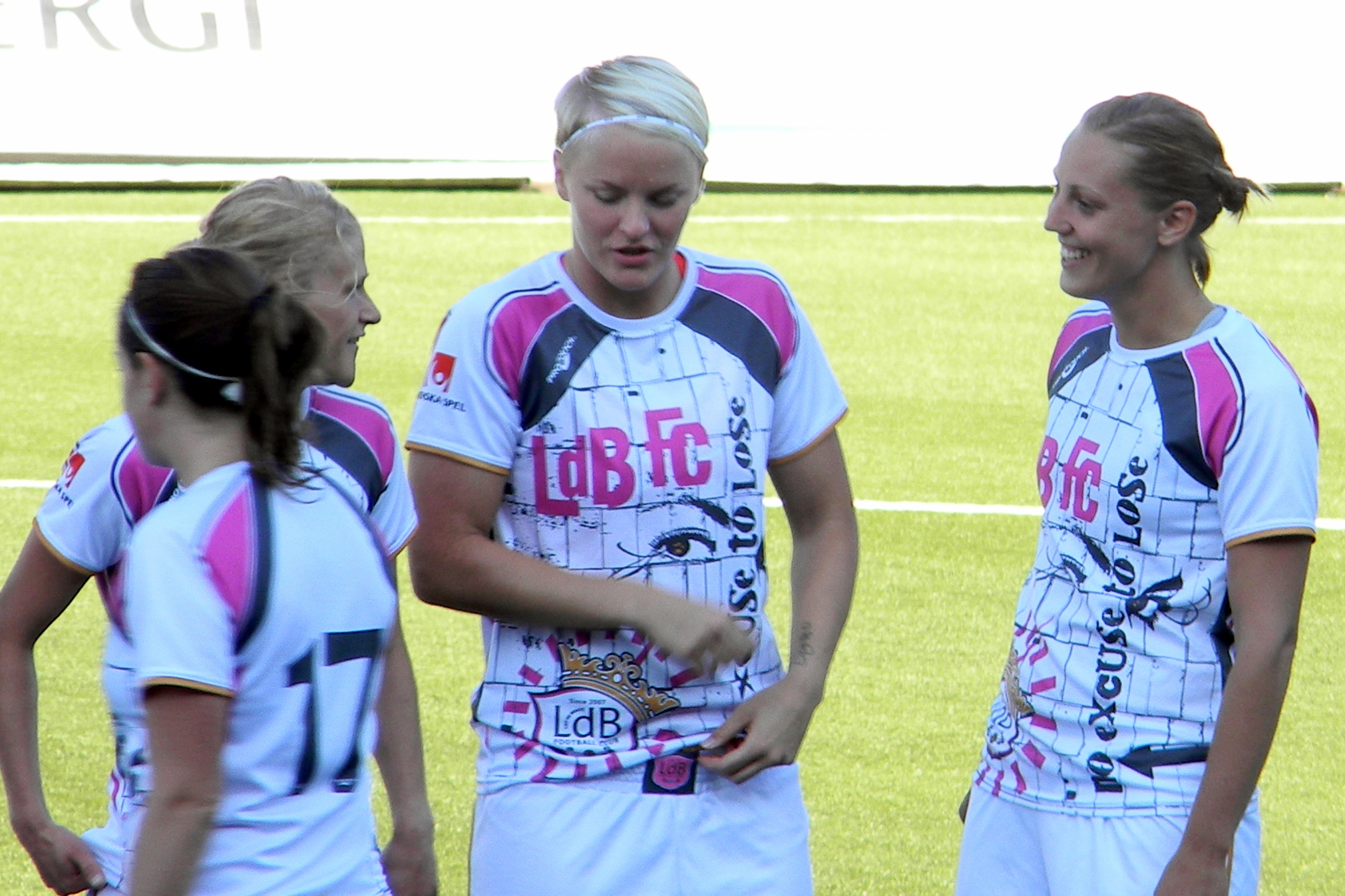
FC Rosengård de Malmo

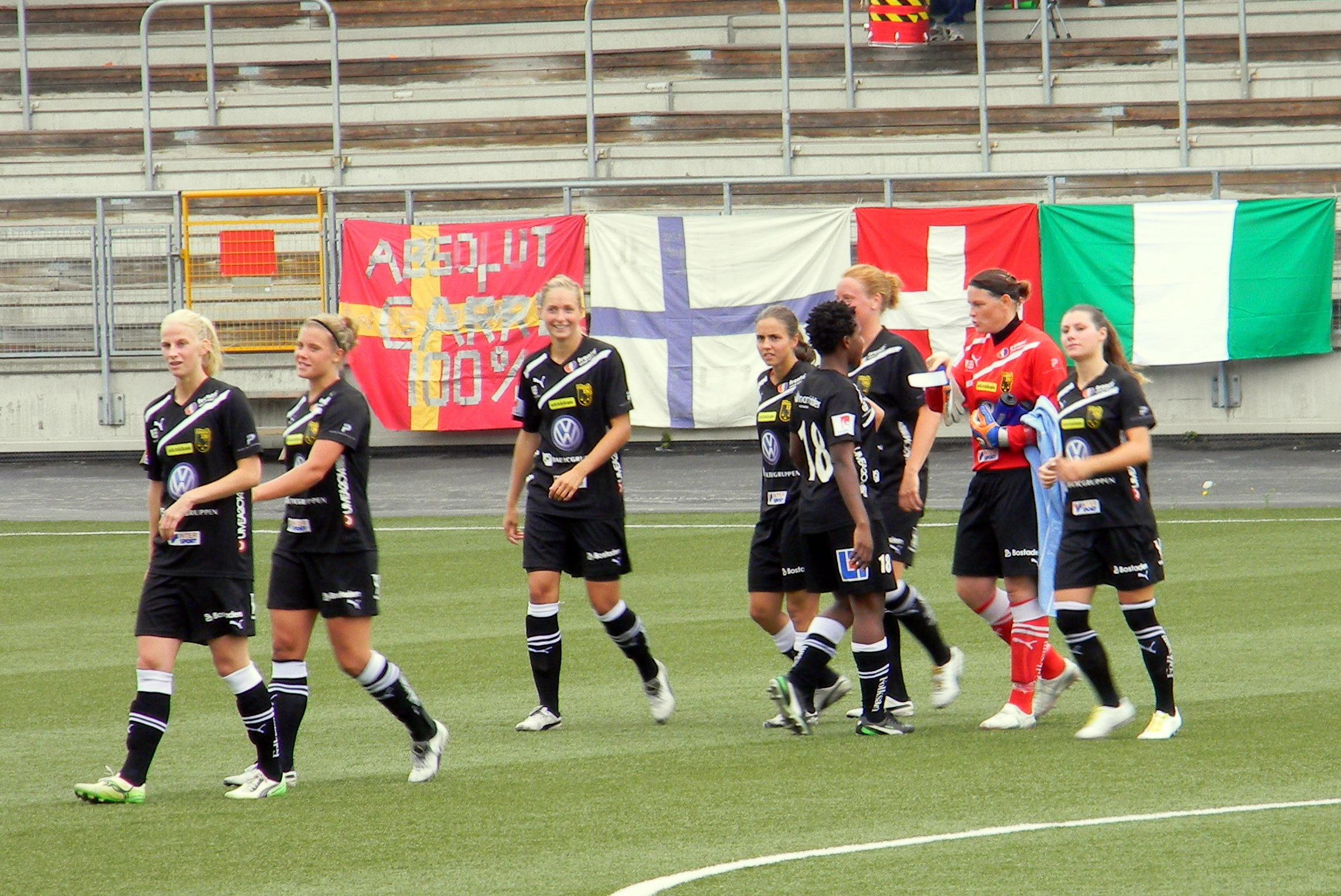
Umeå IK de Uma

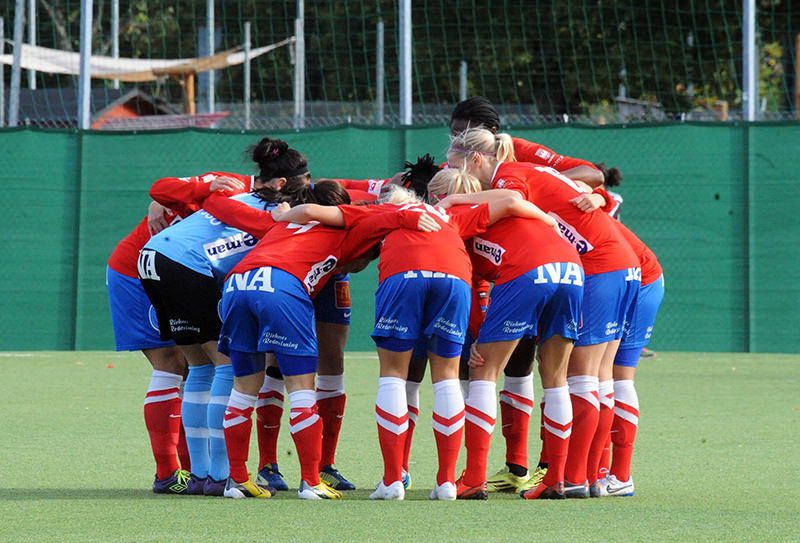
KIF Örebro de Örebro

Damallsvenskan 2015 é a divisão principal do Campeonato Sueco de Futebol Feminino de 2015. É disputada por 12 clubes, e decorre entre abril e outubro de 2015. Os novos participantes desta temporada – promovidos da Elitettan - são o Mallbackens IF e o Hammarby IF.  O campeão da temporada de 2014 foi o FC Rosengård de Malmö.

## Campeão
| Damallsvenskan 2015  |
| Sweden               |
| -------------------- |
| FC Rosengård Campeão |

## Participantes
- AIK
- Hammarby IF
- Mallbackens IF
- Eskilstuna United DFF
- FC Rosengård
- Göteborg FC
- KIF Örebro
- Kristianstads DFF
- Linköpings FC
- Piteå
- Umeå IK
- Vittsjö GIK

Fontes: 
- Federação Sueca de Futebol - Damallsvenskan 2015 [1]
- Soccerway [2]